# Kraft Heinz
The Kraft Heinz Company es el nombre de la sociedad resultante de la fusión proyectada por la compañía multinacional Kraft Foods y el gigante de las salsas Heinz. La fusión fue apoyada por sus respectivos socios referentes, 3G Capital y Berkshire Hathaway. La nueva sociedad va a invertir US$ 10 000 millones en el negocio, valorándose la nueva Kraft Heinz Company en cerca de US$ 46 000 millones. Kraft Heinz Company, una vez fusionada, comprenderá al menos 13 marcas diferentes.

## Historia
La fusión fue acordada por los consejos de administración de ambas compañías, con la aprobación de los accionistas y autoridades reguladoras. La nueva compañía se convirtió en la quinta mayor compañía de alimentos y bebidas del mundo y la tercera más grande de Estados Unidos. Las empresas, que completaron la fusión el día 2 de julio de 2015, continúan con sus dos sedes, en las ciudades de Pittsburgh y Chicago, las respectivas sedes de Heinz y Kraft.
Bajo la propuesta de fusión, los accionistas de la Kraft recibirían 50% de las acciones de la empresa combinada, además de 16,50 dólares de dividendo por acción. Fortune relata que el crecimiento lento para la Kraft en el mercado de Estados Unidos es debido a los consumidores se vuelvan para ingredientes naturales y orgánicos.
Alex Behring, socio-director de la 3G Capital es el presidente de la nueva empresa; Bernardo Hees, CEO de Heinz, continuará a ser el CEO de la nueva empresa; y John Cahill, CEO de la Kraft, será el vicepresidente de la nueva empresa. La fusión no afectaría los derechos de nombramiento a Heinz Field, la casa del Pittsburgh Steelers.